# Idrografia della Lombardia
L'idrografia della Lombardia è molto complessa, essendo una delle regioni più ricche d'acqua in Italia: vi si trovano infatti, lunghi e importanti fiumi, grandi laghi glaciali, torrenti di montagna, laghetti alpini, laghi artificiali, torrenti che si originano dalle colline moreniche e canali irrigui e navigabili. Quasi la totalità delle acque lombarde appartiene al bacino del fiume Po.

## Laghi
Guardando un'immagine ripresa dal satellite della Lombardia, ci si accorge che la regione è costellata da molti laghi di grandi e piccole dimensioni, i principali dei quali sono:
- Il lago di Garda (o Benaco), di origine glaciale, è il più grande d'Italia con una superficie di 370 km². È profondo 346 m e ha una lunghezza di 51,6 km. La grande quantità d'acqua del lago ha effetti significativi sul clima locale a tal punto che si coltivano l'ulivo, i limoni e i cedri, tipici del clima mediterraneo.[1]
- Il lago Maggiore (o Verbano) ha una superficie di 212 km², un'estensione di 50 km, una larghezza che va dai 2 ai 4,5 km e una profondità massima di 372 m.[2]
- Il lago di Como (o Lario) è caratterizzato da una forma a Y rovesciata, con la punta di Bellagio che segna la separazione in due rami. Completamente scavato nella cerchia prealpina, il lago si snoda per 46 km, ha una larghezza massima di 4,3 km e una superficie di 146 km². È il primo in Italia come sviluppo perimetrico (170 km) e il quinto in Europa come profondità (410 m).[3]
- Il lago d'Iseo (o Sebino) ha la forma di una S, con una superficie di 65,3 km² e una profondità massima di 251 m. Vi è situata l'isola lacustre più grande d'Europa: Monte Isola che si estende per 4,3 km².[4]
- Il lago di Lugano (o Ceresio) che entra in Lombardia a Porto Ceresio, Valsolda e Porlezza.[5]
- Il lago d'Idro (o Eridio), anch'esso di origine glaciale, situato nella Provincia di Brescia ai confini con il Trentino a 368 metri sul livello del mare è formato dalle acque del fiume Chiese che ne è anche l'emissario.[6]
- Il lago di Varese, che una superficie di circa 14,9 km² e la cui profondità massima è di 26 m.[7]

## Fiumi
| Fiume             | Lunghezza (km) | Portata media alla foce (m³/s) | Bacino (km²) |
| ----------------- | -------------- | ------------------------------ | ------------ |
| Po                | 652            | 1 540                          | 71 000       |
| Adda              | 313            | 187                            | 7 979        |
| Oglio             | 280            | 137                            | 6 649        |
| Ticino            | 248            | 350                            | 7 228        |
| Mincio            | 203            | 60                             | 2 859        |
| Chiese            | 160            | 36                             | 960          |
| Agogna            | 140            | 6                              | 995          |
| Lambro            | 130            | 12                             | 1 350        |
| Serio             | 124            | 23                             | 1 256        |
| Mella             | 96             | 11                             | 1 036        |
| Terdoppio         | 86             | 3,7                            | 515          |
| Brembo            | 74             | 30                             | 935          |
| Olona             | 71             | 6,9                            | 911          |
| Staffora          | 58             | 4,5                            | 337,5        |
| Seveso            | 55             | 1,8                            | 930          |
| Mera              | 52             | circa 24                       |              |
| Olona meridionale | 36             | 3,08                           | 160          |
| Cherio            | 32             | 1,5                            | 161          |

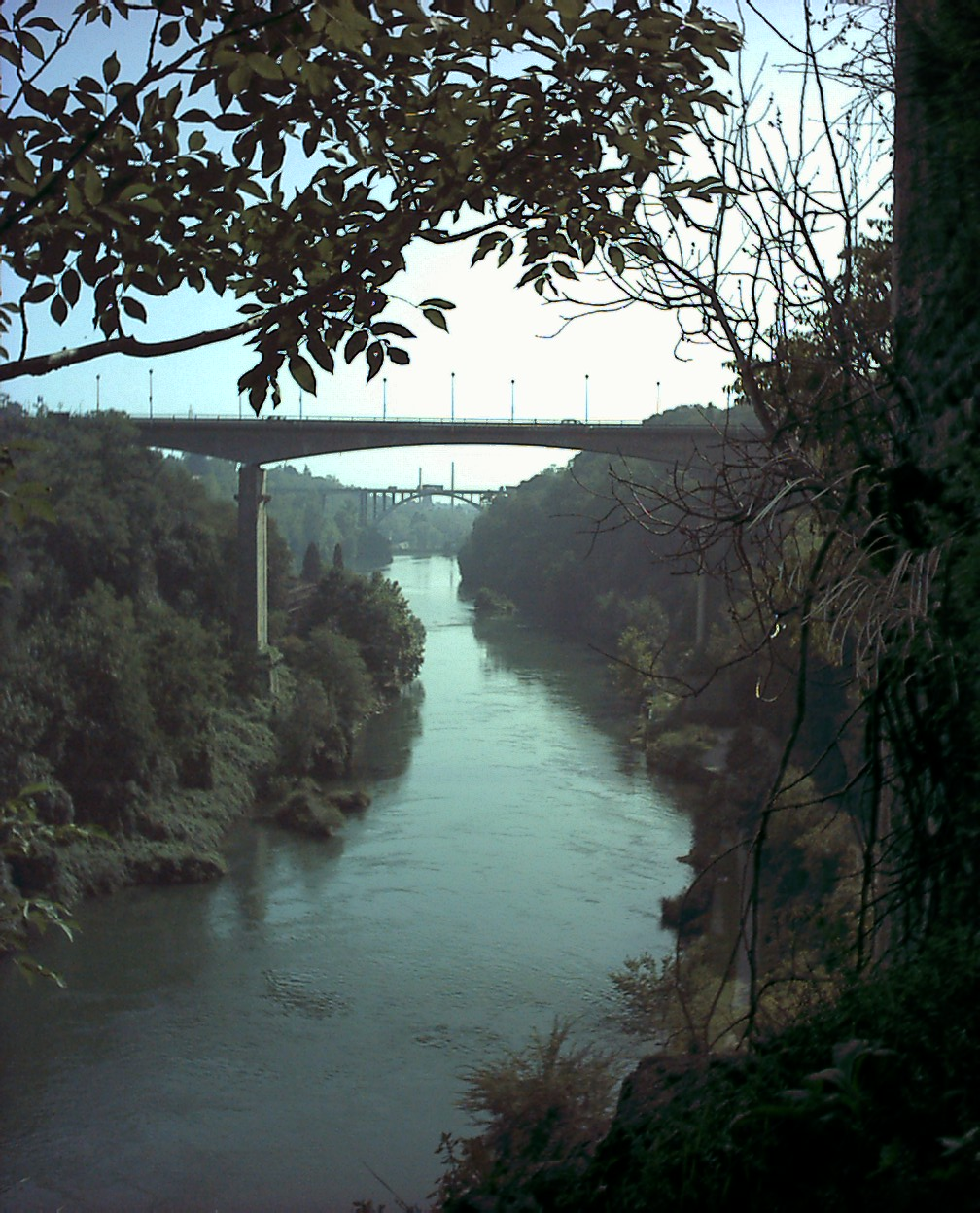
L'Adda a Trezzo sull'Adda.

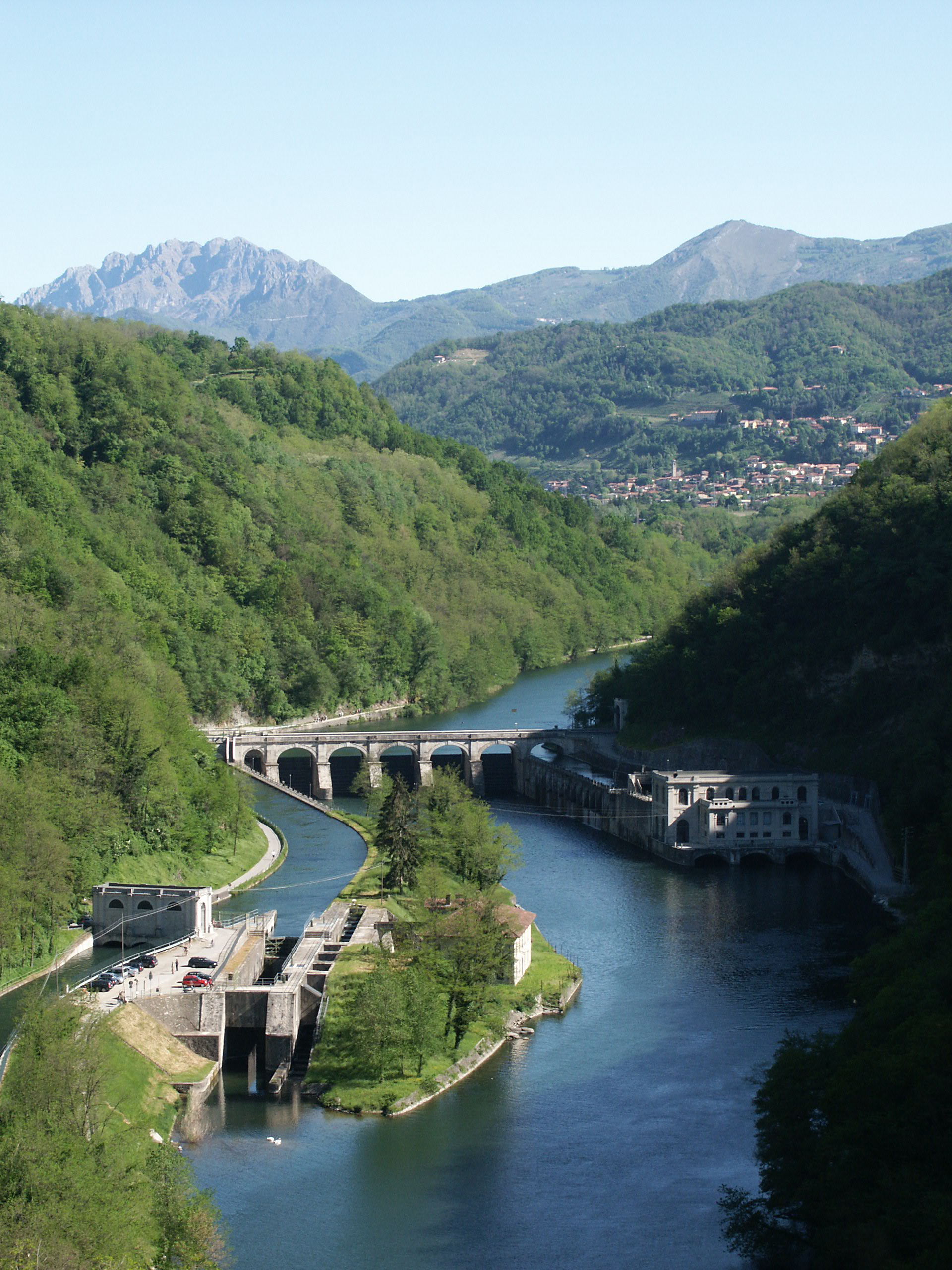
L'Adda vista dal Ponte San Michele, sullo sfondo l'abitato di Villa d'Adda.

Per il territorio lombardo passano centinaia di fiumi e torrenti, il più rilevante dei quali è sicuramente il Po che con i suoi 652 km è il più lungo d'Italia. Per un lungo tratto costituisce il confine meridionale della regione e scorre interamente in Lombardia solo nelle provincia di Pavia, Lodi, Cremona e Mantova.
Gli altri principali fiumi provengono dal versante alpino della Pianura Padana e sono tutti affluenti del Po, infatti il territorio lombardo è quasi interamente compreso nel bacino idrografico del principale fiume italiano. Data la scarsa estensione del territorio regionale a sud del Po la Lombardia è praticamente priva di fiumi Appenninici: nell'Oltrepò pavese non si trovano corsi d'acqua significativi, mentre l'unica eccezione è costituita dal Secchia che nell'ultimo tratto del suo corso, prima di confluire nel Po, scorre nell'Oltrepò mantovano.
Il più lungo fiume della Lombardia, con 313 km, è l'Adda, che scorre totalmente nella regione. Nasce in Val Alpisella e dopo aver attraversato l'intera Valtellina s'immette nel lago di Como, riuscendone dal ramo di Lecco, per ricevere due grossi affluenti: il Brembo e il Serio, provenienti dalle Prealpi Orobie, prima d'affluire nel Po nei pressi di Castelnuovo Bocca d'Adda (LO).

Il Ticino è il maggior fiume lombardo, dopo il Po, per portata (350 m³/s), ma dei suoi 248 km, solo 110 sono in territorio lombardo, e sono in gran parte condivisi col Piemonte. Il Ticino, infatti nasce nello svizzero canton Ticino e successivamente si getta nel Lago Maggiore, uscendone a Sesto Calende, al confine tra Piemonte e Lombardia. Nel suo tratto lombardo non riceve importanti affluenti, e gran parte delle sue acque vengono imbrigliate in una serie di canali artificiali (Naviglio Grande, Canale Industriale, Canale Villoresi).
Il fiume Mincio è l'emissario del Lago di Garda e con quest'ultimo e l'immissario Sarca può essere considerato parte di un unico sistema fluviale denominato Sarca-Mincio. I 75 km del fiume scorrono quasi tutti in Lombardia, anche se alcuni tratti iniziali si trovano in Veneto. Il Mincio è placido e paludoso, tanto che presso la città di Mantova il fiume si allarga in una serie di laghi, per raggiungere il Po poco più a valle.

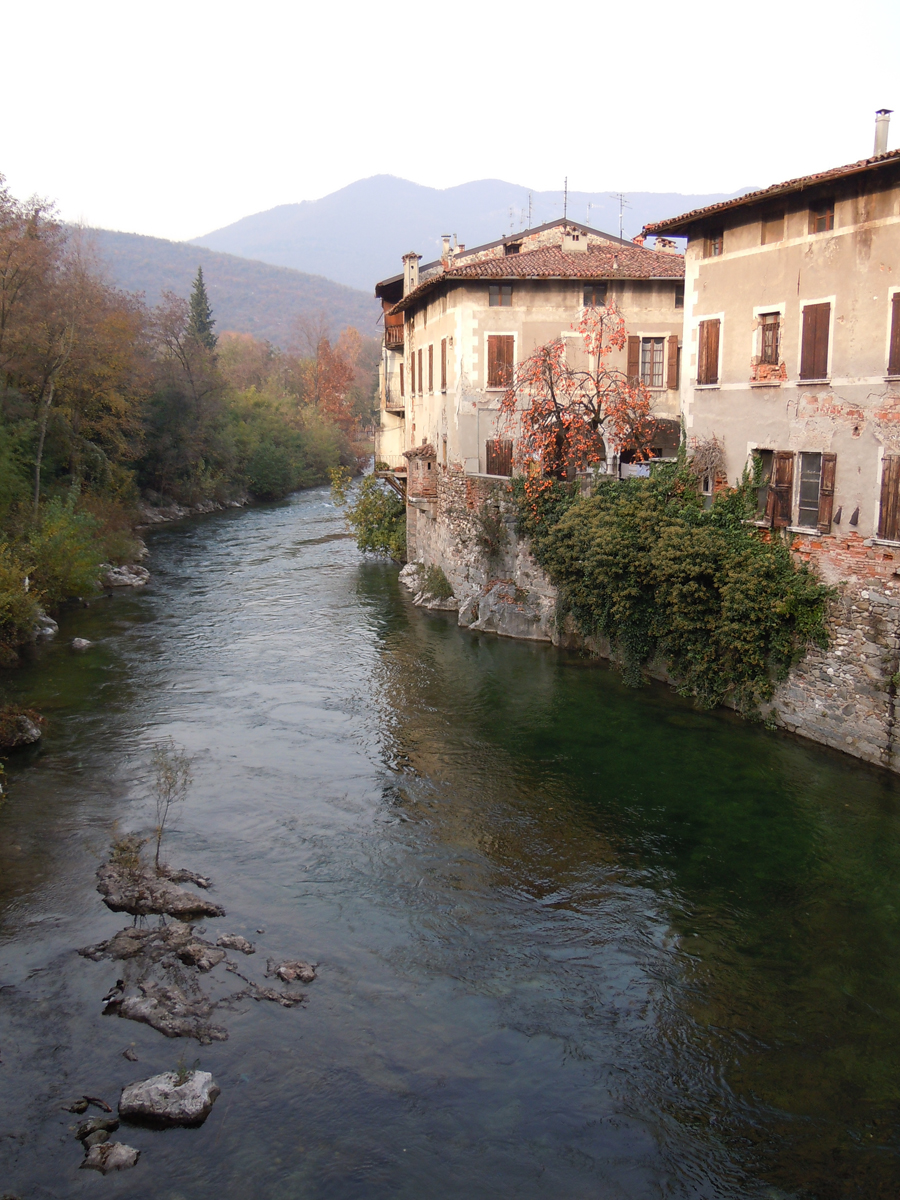
Il Chiese a Gavardo

Interamente lombardo è il fiume Oglio, lungo 280 km, esso nasce sopra Ponte di Legno, in Val Camonica, non lontano dall'Adamello, in seguito percorre l'intera vallata, fino a confluire nel Lago d'Iseo, dal quale esce a Sarnico, in seguito percorre la pianura dove, come l'Adda, riceve due grossi affluenti: la Mella e il Chiese. Dopodiché sfocia nel Po.

Entrambi affluenti del Po, Olona e Lambro, provengono dalle Prealpi lombarde, ed in seguito solcano valli in cui nel XX secolo è fiorita l'industria, determinando, però, anche l'inquinamento delle acque dei due fiumi, che lambiscono poi Milano ed infine scorrono nella campagna pavese e lodigiana, fino a raggiungere il Po.
L'Olona è indicato anche come "Olona settentrionale" per l'omonimia con un altro Olona, che nasce a Bornasco e che sfocia nel Po dopo aver attraversato la provincia di Pavia. Questo secondo Olona, a sua volta, viene designato come "inferiore" o "meridionale". L'omonimia non è di origine imitativa o etimologica, ma è dovuta al fatto che originariamente si trattava di due tronconi dello stesso fiume, deviato dagli antichi Romani nel suo tratto superiore verso Milano.
In Lombardia, però, non tutti i fiumi confluiscono nel Po. Vi sono cinque grossi subaffluenti, tre dei quali appartengono al bacino dell'Adda (Brembo, Serio, Mera) e due a quello dell'Oglio (Mella e Chiese).
Inoltre, grazie a due piccole valli poste al confine nord, la Lombardia risulta tributaria anche del Reno e del Danubio, due tra i più importanti fiumi dell'Europa.
A nord-est di Chiavenna, in provincia di Sondrio, si trova la piccola e disabitata val di Lei, ben nota ai frequentatori della località sciistica di Madesimo. Qui nasce l'omonimo Reno di Lei, il cui corso è interrotto dopo pochi chilometri da una diga che si trova già in territorio elvetico, anche se quasi tutta la superficie del lago di Lei, formato dalla diga stessa, si estende in Italia. La val di Lei è raggiungibile per via stradale solo dalla Svizzera tramite un lungo percorso, che transita dal passo dello Spluga (aperto però solo nei mesi estivi) o dalla galleria del San Bernardino.
Sempre in provincia di Sondrio si trova la valle di Livigno, nota località turistica che gode anche di privilegi extra-doganali. La valle è attraversata dal fiume Spöl (anticamente denominato Aqua Granda), affluente dell'Inn, che è sua volta uno dei più importanti affluenti del Danubio.
Nella parte più meridionale della regione, nella zona a sud dell'Oltrepò Pavese vi è il fiume Trebbia, che per un piccolo tratto segna il confine regionale nel punto più a sud della Lombardia.
La Lombardia può vantare pure uno dei fiumi più corti del mondo: il Fiumelatte.

## Torrenti
In Lombardia oltre ai numerosissimi fiumi, esistono anche molti torrenti, che si dividono, in base alla loro sorgente, in due gruppi, i torrenti che nascono e scorrono in montagna, e i torrenti che nascono dalle colline moreniche della Lombardia Nord Occidentale, interessando, poi anche l'Alta Pianura Padana. Questi ultimi hanno molte volte una portata minore dei torrenti alpini, ma hanno un regime più costante e una maggiore lunghezza. I maggiori torrenti che nascono dalle zone collinari sono il Seveso, la Lura, il Merlata, la Mussa, il Molgora, la Bevera di Molteno, il Lanza, la Bevera, l'Arnetta, il Cherio, la Staffora, la Coppa ed il Versa. In particolare, tra questi i maggiori sono il Seveso, che bagna Milano, il Cherio, che forma il Lago di Endine e la Staffora, che attraversa l'Oltrepò Pavese.